# Список країн за видобутком золота

Виробництво золота у 2012 році (кг)

До 2006 року Південна Африка була найбільшим у світі виробником золота. У 2007 році в результаті зниження виробництва в Південній Африці та збільшення виробництва в інших країнах, Китай став найбільшим виробником, хоча жодна країна не наблизилася до масштабів періоду піку виробництва Південної Африки в кінці 1960-х і на початку 1970-х років. У 1970 році Південна Африка виробила 995 тонн або 32 мільйони унцій золота, дві третини світового виробництва в 47,5 мільйонів унцій.
У 2020 році світове виробництво золота становило 3030 тонн (2019 р.: 3300 тонн). Найважливішими країнами-виробниками золота були Китай (365 тонн), Австралія (328 тонн), Росія (305 тонн), США (193 тонни) та Канада (170 тонн). Це близько 45 % світового виробництва.

## Видобуток золота (2020)
| №  | Країна            | Виробництво золота (в тоннах) | Резерви (в тоннах) | %    |
| -- | ----------------- | ----------------------------- | ------------------ | ---- |
| 1  | Китай             | 380                           | 12,000             | 11.7 |
| 2  | Австралія         | 320                           | 9,800              | 9.9  |
| 3  | Росія             | 300                           | 5,300              | 9.3  |
| 4  | США               | 190                           | 3,000              | 5.9  |
| 5  | Канада            | 170                           | 2,000              | 5.2  |
| 6  | Гана              | 140                           | 1,000              | 4.3  |
| 7  | Індонезія         | 130                           | 2,500              | 4.0  |
| 8  | Перу              | 120                           | 2,600              | 3.7  |
| 9  | Казахстан         | 100                           | 1,000              | 3.1  |
| 10 | Мексика           | 100                           | 1,400              | 3.1  |
| 11 | Узбекистан        | 90                            | 1,800              | 2.8  |
| 12 | Південна Африка   | 90                            | 6,000              | 2.8  |
| 13 | Судан             | 90                            | 1,550              | 2.8  |
| 14 | Бразилія          | 80                            | 2,400              | 2.5  |
| 15 | Папуа Нова Гвінея | 70                            | 1,300              | 2.2  |
| 16 | Малі              | 61                            | 800                | 1.9  |
| 17 | Аргентина         | 60                            | 1,600              | 1.9  |
| 18 | Інші              | 750                           | —                  | 23.1 |